# Bezant

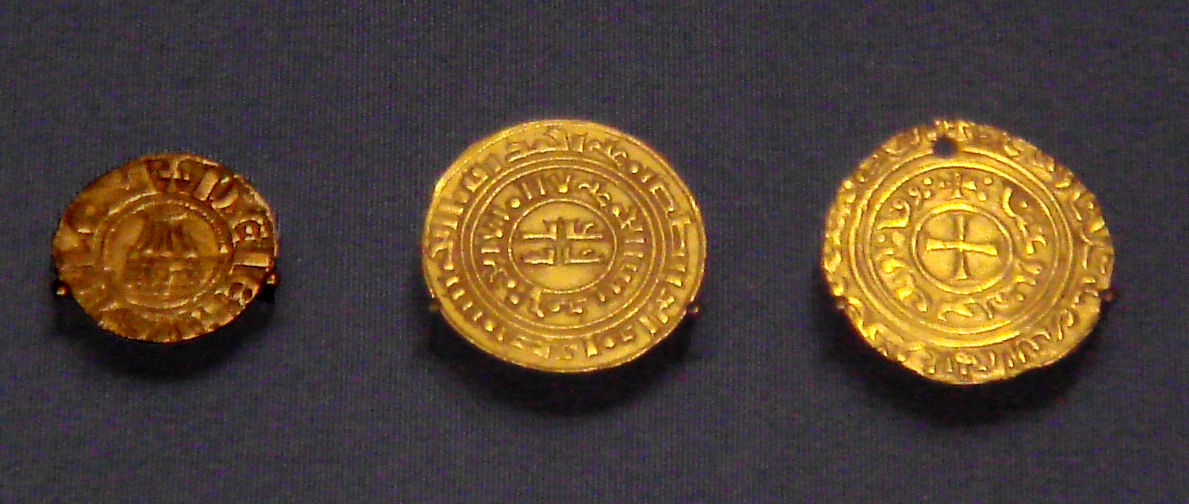

Termenii bezant sau  besant au mai multe înțelesuri:

## În arhitectură
Bezant sau  besant este un ornement de stil romanic. Desemnează un disc proeminent sculptat pe  un bandou sau o arhivoltă.

## În numismatică

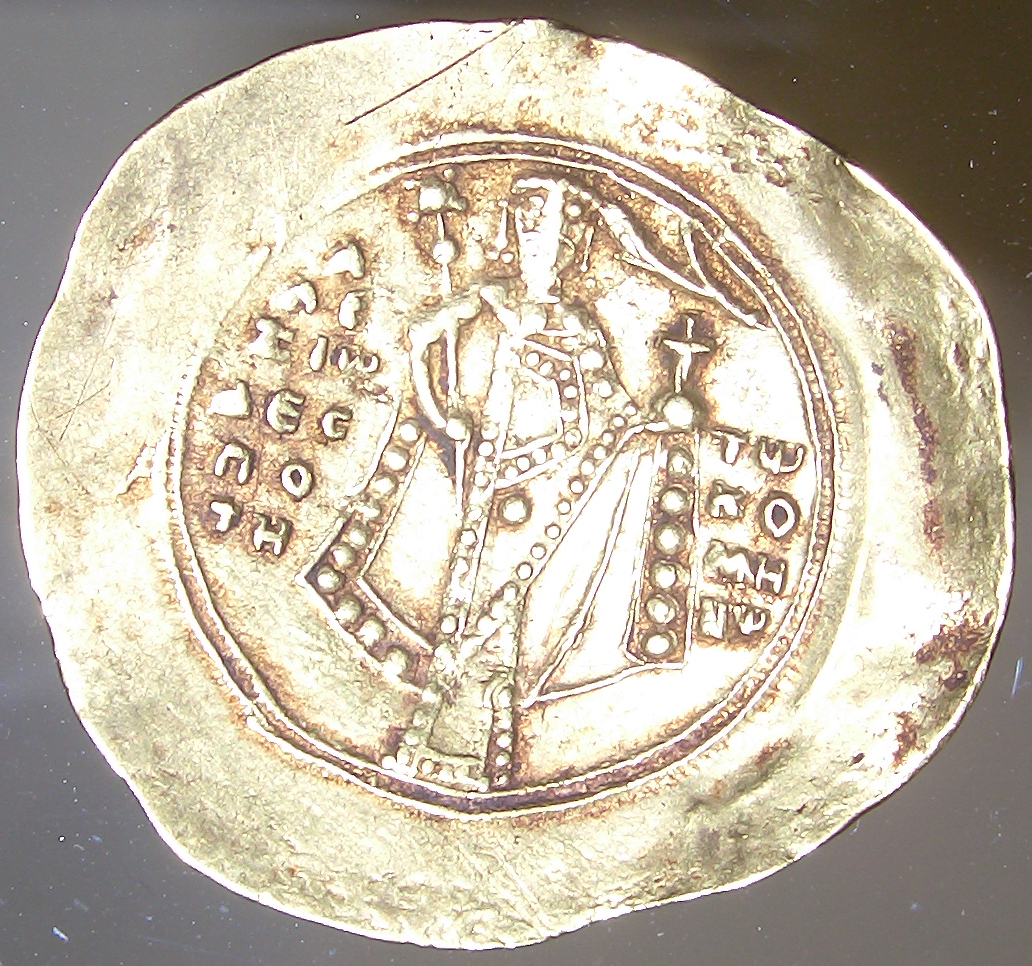
Monedă bizantină de aur, din colecţia Muzeului Regional de Istorie din Stara Zagora, Bulgaria.

În numismatică, bezantul / besantul este o monedă bizantină de aur sau de argint. Termenul era frecvent folosit în Occident („bezant de aur”) pentru a desemna solidus, sou de aur de 4,48 de grame, denumit și hyperpyron / hyperper sau hyperperion. Bezant / besant este abrevierea sintagmei Byzantius nummus, adică „monedă din Bizanț”.
Prețul de răscumpărare pe care regele Ludovic al IX-lea al Franței (Sfântul Ludovic), făcut prizonier în Egipt în Cruciada a șaptea, a trebuit să-l verse pentru eliberarea sa, cât și a celor doi frați ai săi, a fost de 400.000 de bezanți de aur, sumă adunată și vărsată de Ordinul Templierilor.
Marco Polo a folosit termenul pentru a descrie monedele de aur ale dinastiei Yuan. Așa că bezantul nu a fost o monedă specifică, ci o indicație de monede de aur străine.
Între secolele al XIII-lea și al XIV-lea, au fost utilizați besanți în Malta, la Valencia, și bezanți de cruciați, la Saint-Jean d'Acre.

## În orfevrărie
În orfevrărie desemnează un disc de metal, de aur sau de argint, care intră în compoziția unui écu de mai puțin de opt besanți, turte.

## În heraldică
În heraldică besantul / bezantul și turta este un tip de reprezentare a unui disc de mici dimensiuni.